# Junpei Mizobata
Junpei Mizobata (溝端 淳平 Mizobata Junpei?, Hashimoto, Prefectura de Wakayama; 14 de junio de 1989) es un actor japonés, más conocido como Kudō Shin'ichi en Detective Conan: Kudo Shinichi e no Chousenjou y como Saga Kazuma en Hanazakari no Kimitachi e. También aparece en el drama Akai Ito como Atsushi Nishino (o Akkun).

## Vida personal
Junpei Mizobata nació el 14 de junio de 1989 en Hashimoto, Prefectura de Wakayama, Japón, en una familia de cuatro integrantes, él, sus padres y su hermana. Le gusta tocar la batería y jugar fútbol en su tiempo libre. Él ama el natto y el salmón.
En 2014, surgieron rumores de que Junpei y la actriz Nana Katase estaban en una relación. Si bien Mizobata no admitió ni negó los rumores, se disculpó: "Lamento haber causado problemas a la gente con los informes sobre mi vida personal en este momento".
Recientemente, Yahoo! News informa que Nana y Junpei han revelado que son pareja y supuestamente "están considerando casarse".

## Filmografía

### Dramas
| Año  | Título                                   | Personajes        | Cadena   | Notas                         | Ref. |
| ---- | ---------------------------------------- | ----------------- | -------- | ----------------------------- | ---- |
| 2007 | Seito Shokun!                            | Kusakabe Kazuma   | TV Asahi | Reparto                       |      |
| 2007 | Hanazakari no Kimitachi e                | Saga Kazuma       | Fuji TV  | Estudiante del dormitorio II  |      |
| 2008 | Hachi-One Diver                          | Sugata Kentaro    | Fuji TV  | Papel principal               |      |
| 2008 | Akai Ito                                 | Nishino Atsushi   | Fuji TV  | Papel principal               |      |
| 2009 | BOSS                                     | Hanagata Ippei    | Fuji TV  | Papel principal               |      |
| 2009 | Buzzer Beat                              | Hatano Shuji      | Fuji TV  | Reparto, Mejor amigo de Naoki |      |
| 2010 | Shinzanmono                              | Shūhei Matsumiya  | TBS      | Papel principal               |      |
| 2011 | BOSS 2                                   | Hanagata Ippei    | Fuji TV  | Papel principal               |      |
| 2011 | Shinichi Kudo's Written Challenge        | Kudo Shinichi     | NTV, YTV | Protagonista                  |      |
| 2011 | Mitsu no Aji ～A Taste of Honey～        | Yasushi Norisugi  | Fuji TV  | Reparto                       |      |
| 2012 | I Love Tokyo Legend - Kawaii Detective   | Katsuura Hiroto   | TV Asahi | Papel principal               |      |
| 2012 | Tsurukame Maternity Center               | Onodera Tatsuya   | NHK      | Reparto                       |      |
| 2013 | Sodom no Ringo                           | Kengo Kitano      | WOWOW    | Papel principal               |      |
| 2013 | 35-sai no Koukousei                      | Koizumi Junichi   | NTV      | Papel principal, Profesor     |      |
| 2013 | I Love Tokyo Legend - Kawaii Detective 2 | Katsuura Hiroto   | TV Asahi | Papel principal               |      |
| 2014 | Shitsuren Chocolatier                    | Olivier Tréluyer  | Fuji TV  | Reparto                       |      |
| 2014 | Last Night's Curry, Tomorrow's Bread     | Iwai Masaharu     | NHK      | Reparto, Amante de Tetsuko    |      |
| 2014 | Women Won't Allow It                     | Taisuke Takiguchi | TBS      | Reparto                       |      |

### Películas y especiales
| Año  | Título                                                                       | Personajes        | Estudio                 | Notas                                     | Ref. |
| ---- | ---------------------------------------------------------------------------- | ----------------- | ----------------------- | ----------------------------------------- | ---- |
| 2008 | Fukidemono to Imouto                                                         | Hashiguchi Tomoya | TV Asahi                | Reparto                                   |      |
| 2008 | Hanazakari no Kimitachi e SP                                                 | Saga Kazuma       | Fuji TV                 | Especial, Episodio 13                     |      |
| 2008 | Dive!!                                                                       | Okitsu Shibuki    | Kadokawa Pictures       | Reparto                                   |      |
| 2008 | Threads of Destiny                                                           | Nishino Atsushi   | Shochiku                | Papel principal                           |      |
| 2010 | Shaken BABY!                                                                 | Yamaoka Ryuta     | Fuji TV                 | Papel principal                           |      |
| 2010 | Yume no Mitsukekata Oshietaru! 2                                             |                   | Fuji TV                 |                                           |      |
| 2010 | Neck                                                                         | Tomokazu Shudo    | Asmik Ace Entertainment | Papel principal                           |      |
| 2010 | You Dance With The Summer                                                    | Teramoto Shinpei  | Toei                    | Papel principal                           |      |
| 2011 | Akai Yubi - Shinzanmono Kaga Kyouichiro Futatabi!                            | Shūhei Matsumiya  | TBS                     | Papel principal                           |      |
| 2011 | High School Debut                                                            | Komiyama Yoh      | Asmik Ace Entertainment | Papel principal                           |      |
| 2011 | Shinichi Kudo's Written Challenge! The Mystery of the Legendary Strange Bird | Kudo Shinichi     | NTV, YTV                | Protagonista                              |      |
| 2012 | Shinichi Kudo and the Kyoto Shinsengumi Murder Case                          | Kudo Shinichi     | NTV, YTV                | Protagonista                              |      |
| 2012 | The Wings of the Kirin                                                       | Shūhei Matsumiya  | Toho                    | Reparto                                   |      |
| 2012 | Fly With The Gold                                                            | Haruki            | Shochiku                | Papel principal,hermano menor de Kitagawa |      |
| 2013 | Eve in Love                                                                  | Gakkun            | NTV                     | NTV Drama especial                        |      |

## Comerciales
- Gree (2012)
- FILA (2010)
- Adidas Footwear (2010)
- Ippei Chan Yaki Soba (2009)
- Bouron Petit (2009)
- Right On Clothing (2009)
- Akai Ito x POCKY (2008)

## Reconocimientos
| Año  | Premios                              | Categorías               | Trabajos notables  | Resultados | Ref. |
| ---- | ------------------------------------ | ------------------------ | ------------------ | ---------- | ---- |
| 2006 | 19th Junon Super Boy Contest         | Grand Prix               | Él mismo           | Ganador    |      |
| 2009 | 2nd Tokyo Drama Awards               | Premio al recién llegado | Akai Ito           | Ganador    |      |
| 2010 | 33rd Premios de la Academia Japonesa | Novato del Año           | Threads of Destiny | Ganador    |      |